# 索斯诺维博尔村委员会
索斯诺维博尔村委员会（俄语：Сосновоборский сельсовет）是俄罗斯联邦阿穆尔州结雅区所属的一个村委员会。其下辖有3个居民点，行政中心为索斯诺维博尔。据2016年统计，该村委员会的人口为1826人。